# Hyperalonia diminuta
Hyperalonia diminuta är en tvåvingeart som beskrevs av Márcia Souto Couri och Lamas 1994. Hyperalonia diminuta ingår i släktet Hyperalonia och familjen svävflugor. Inga underarter finns listade i Catalogue of Life.